# Ptinus arragonicus
Ptinus arragonicus is een keversoort uit de familie klopkevers (Ptinidae). De wetenschappelijke naam van de soort werd in 1884 gepubliceerd door Brenske & Reitter.